# Порядок общей пользы
«Порядок общей пользы» — документ, який регламентував управління, розселення і землекористування в Чорноморському козацькому війську. Складений кошовим отаманом З.Чепігою, військовим суддею А.Головатим і військовим писарем Т.Котляревським. Прийнятий 1 січня 1794.
Оголошував про формування військового уряду з резиденцією в м. Єкатеринодар (нині м. Краснодар) біля р. Кубань — у Карасунському куті. Територія Чорноморського козацького війська поділялася на 5 округів: Єкатеринодарський — навколо військового міста, Фанагорійський — на Тамані, Бейсузький — в районі Бейсуга і Челбаса до Ачуєва, Єйський — по р. Єя з навколишньою територією, Григор'євський — з боку Кавказького намісництва.
У сформованих військово-адміністративних одиницях утворювались окружні правління на чолі з полковниками на зразок паланок Запорозької Січі. Підпорядковувалися військовому урядові на чолі з кошовим отаманом. Головний обов'язок полягав у підтримці бойової готовності козаків, нагляді за справністю зброї та «чтобы на войсковой земле за всяким делом… без военного оружия никто не дерзал, а и кто в сем ослушным окажется, на том же месте штрафовать.»
«П.о.п.» передбачав, що вся земля, за козацьким звичаєм, належить війську, але водночас військовий уряд прагнув увести для козацької старшини привілеї та приватну власність на землю, «в отменное воздаяние» яким, «при своих хуторах сродственников и вольножелающих людей поселять дозволяется и определять их земли по штатной росписи».
У заключній частині документ зобов'язував усе населення війська бути завжди готовим дати відсіч нападам горців.